# Singh
Singh betyder lejon på punjabi och härstammar ursprungligen ifrån sanskritspråkets Siṃha. Det är "efternamn" för alla män som tillhör sikhernas religion, men kan även förekomma som för- och efternamn i norra Indien, där det varit i bruk sedan 800-talet.

## Personer med namnet Singh
- Ajai Singh
- Ajitpal Singh
- Amarjit Singh Rana
- Arjun Singh
- Badal Singh
- Charan Singh
- Davinder Singh
- Dharam Singh
- Gouramangi Singh
- Gurmail Singh
- Harbinder Singh
- Harcharan Singh
- Harkishan Singh Surjeet
- Harmik Singh
- Ishar Singh
- Joginder Singh
- K. Natwar Singh
- Kirpal Singh
- Kulwant Singh
- Luther Singh
- Manmohan Singh
- Marsha Singh
- Mathias Singh
- Mukhbain Singh
- Nain Singh
- Raghuvansh Prasad Singh
- Rajinder Singh
- Ram Sarup Singh
- Ranjit Singh
- Renedy Singh
- Sardar Hukam Singh
- Simon Singh
- Surinder Singh Sodhi
- Talvin Singh
- Tarsem Singh
- Varinder Singh
- Vijay Singh
- Virbhadra Singh
- Vishwanath Pratap Singh
- Zail Singh